# Excoecaria venenata
Excoecaria venenata är en törelväxtart som beskrevs av Shu Kang Lee och F.N.Wei. Excoecaria venenata ingår i släktet Excoecaria och familjen törelväxter. Inga underarter finns listade i Catalogue of Life.